# Tiburon (Califórnia)
Tiburon é uma vila localizada no estado americano da Califórnia, no condado de Marin. Foi incorporada em 23 de junho de 1964. Dentro do território de Tiburón situam-se os enclaves não-incorporados de Strawberry e Paradise Cay.
Seu nome deriva da palavra castelhana tiburón, que significa "tubarão".

## Geografia
De acordo com o United States Census Bureau, a vila tem uma área de 34,1 km², onde 11,5 km² estão cobertos por terra e 22,6 km² por água.

## Demografia
Segundo o censo nacional de 2010, a sua população é de 8 962 habitantes e sua densidade populacional é de 777,58 hab/km². Possui 4 025 residências, que resulta em uma densidade de 349,23 residências/km².